# Jolie Ngemi
Jolie Ngemi, née le 16 avril 1989 à Kinshasa, est une artiste de performance, de scène, danseuse et chorégraphe congolaise (RDC).

## Biographie
Originaire de la République démocratique du Congo, elle est la fille d'un diacre et pasteur protestant. Elle suit la formation du chorégraphe Jacques BanaYanga. 
En 2011, elle crée le spectacle solo Jolie avec la collaboration d'Ula Sickle et Yann Leguay, puis elle étudie à la Performing Arts and Research Training School de Bruxelles. Repérée par Boris Charmatz, elle fait partie de la distribution originale de Danse de nuit en 2016 et 10'000 gestes.
En 2020, elle crée avec Serge Aimé Coulibaly le spectacle Wakatt avec dix danseurs.
En 2021, elle lance la première édition du d'arts de la scène « Bosangani » à l'école belge de Kinshasa : « A travers ce projet, Jolie Ngemi veut ouvrir une nouvelle page et participer au développement culturel du Congo et de l'Afrique ». 
En 2023, elle crée à l'Arsenic, Centre d'art scénique contemporain à Lausanne et en 2024, au Théâtre 95 de Cergy, le spectacle Nkisi : elle « s’inspire des rituels du Congo pour créer Nkisi, qui signifie en lingala, sa langue maternelle, remède ou sorcière, ».
Elle vit en Suisse.